# CAV

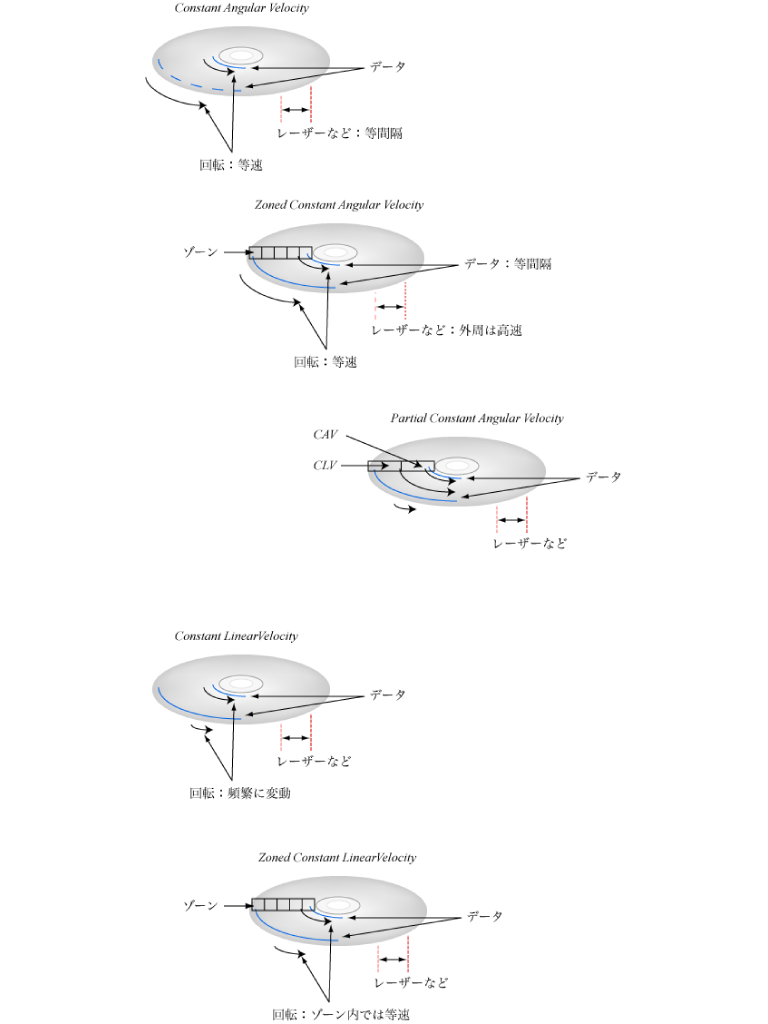
CAVの制御方法（一番上）、ZCAV（2番目）、PCAV（3番目）

CAV（シーエーブイ）は、ディスクメディアの制御方式のひとつで、Constant Angular Velocity（=角速度一定）の頭文字を取ったもの。
ディスクの回転速度が常に一定であるため、内周部分に比べ外周部分の記録密度が低くなってくる。そのため、ディスク全体では線記録密度が一定であるCLVと比較すると容量が小さくなるというデメリットがあるが、ランダムアクセス性能やデータの読み書き速度では優れる傾向にある。
ディスクの回転速度を細かく制御する必要がないため、ディスクメディアの初期から使用されてきた。コンピュータ用の外部記憶装置など、高速なデータ読み書きが必要な用途に向いている。

## CAV記録メディアの例
- （標準的な）フロッピーディスク
- 光磁気ディスク（128MBまで）
- レーザーディスクの標準記録モード
- VHD
- ニンテンドー ゲームキューブ専用8cm光ディスク
- Wii専用12cm光ディスク
- レコード（原始的な方式による）

## ZCAV
これを発展させて、トラックを特定の半径毎にゾーンに分け、外周に行くほど、段階的にセクタと読み書き回数を増やすことで、ディスク全体の記録密度をほぼ一定に保ち、記憶容量を増やすことができる。
この方式をZoned CAVまたはZoned Bit Recording（ZBR）という。

### ZCAV 記録メディアの例
- ハードディスク
- フロッピーディスク（ごく一部）
- 光磁気ディスク（230MB以降）
- HD-DVD-RW

## PCAV
内周をCAV、外周をCLVとして制御する方式があり、Partial CAVという。
DVD-RAMでのドライブの制御方式は低速度メディアではZCLV、高速メディアではPCAVで制御している。